# United Sport Club
United Sport Club, auch United Sports Club, ist ein Sportverein in der namibischen Hauptstadt Windhoek. Er wird vom Unternehmen Trustco Group gesponsert und ist folglich als Trustco United Sport Club bekannt.
Im Verein werden die folgenden Sportarten aktiv betrieben:
- Rugby, u. a. in der höchsten Spielklasse aktiv; namibischer Meister 2014 und 2019
- Cricket
- Netball

Das Sportgelände inklusive des vereinseigenen Fußball- und Rugbystadions und des 3000 Zuschauerplätze umfassenden United Cricket Ground befinden sich in Windhoek-Olympia.